# Élections au Parlement d'Andalousie
Les élections au Parlement d'Andalousie (en espagnol : elecciones al Parlamento de Andalucía) se tiennent tous les quatre ans, afin d'élire les députés au Parlement d'Andalousie. Celui-ci se compose, actuellement, de 109 députés.

## Résumé
| Année | Participation | Hémicycle                  | Parti en tête                        | Parti en tête    | Score   | Sièges   | Président | Président                     | Président |
| ----- | ------------- | -------------------------- | ------------------------------------ | ---------------- | ------- | -------- | --------- | ----------------------------- | --------- |
| 1982  | 66,31 %       |                            |                                      | Parti socialiste | 52,10 % | 66 / 109 |           | Rafael Escuredo               | PSOE      |
| 1982  | 66,31 %       |                            | José Rodríguez de la Borbolla (1984) | Parti socialiste | 52,10 % | 66 / 109 | PSOE      |                               |           |
| 1986  | 70,55 %       |                            |                                      | Parti socialiste | 46,53 % | 60 / 109 |           | José Rodríguez de la Borbolla | PSOE      |
| 1990  | 54,72 %       |                            |                                      | Parti socialiste | 49,61 % | 62 / 109 |           | Manuel Chaves                 | PSOE      |
| 1994  | 67,28 %       |                            |                                      | Parti socialiste | 38,71 % | 45 / 109 |           | Manuel Chaves                 | PSOE      |
| 1996  | 77,94 %       |                            |                                      | Parti socialiste | 44,40 % | 52 / 109 |           | Manuel Chaves                 | PSOE      |
| 2000  | 68,71 %       |                            |                                      | Parti socialiste | 44,18 % | 52 / 109 |           | Manuel Chaves                 | PSOE      |
| 2004  | 75,85 %       |                            |                                      | Parti socialiste | 50,36 % | 61 / 109 |           | Manuel Chaves                 | PSOE      |
| 2008  | 73,51 %       |                            |                                      | Parti socialiste | 48,41 % | 56 / 109 |           | Manuel Chaves                 | PSOE      |
| 2008  | 73,51 %       | José Antonio Griñán (2009) |                                      | Parti socialiste | 48,41 % | 56 / 109 |           |                               | PSOE      |
| 2012  | 60,80 %       |                            |                                      | Parti populaire  | 40,66 % | 50 / 109 |           | José Antonio Griñán           | PSOE      |
| 2012  | 60,80 %       | Susana Díaz (2013)         |                                      | Parti populaire  | 40,66 % | 50 / 109 |           |                               | PSOE      |
| 2015  | 62,30 %       |                            |                                      | Parti socialiste | 35,41 % | 47 / 109 |           | Susana Díaz                   | PSOE      |
| 2018  | 56,56 %       |                            |                                      | Parti socialiste | 27,94 % | 33 / 109 |           | Juan Manuel Moreno            | PP        |
| 2022  | 56,13 %       |                            |                                      | Parti populaire  | 43,13 % | 58 / 109 |           | Juan Manuel Moreno            | PP        |